# Instituto Volcani de Investigación Agrícola
El Instituto Volcani de Investigación Agrícola ( en hebreo: מנהל המחקר החקלאי - מרכז וולקני) es un centro de investigación agrícola ubicado en Beit Dagan, en Israel. El instituto se llama como su fundador y director durante 30 años, el Sr. Isaac Elazari Volcani. Fue la primera institución de investigación agrícola fundada durante el Mandato Británico de Palestina. Al principio fue una escuela de experimentación agrícola en Ben Shemen. Se le propuso a Jaim Weizman, el entonces presidente de la Organización Sionista Mundial, la creación de una autoridad para desarrollar la agricultura en el futuro estado judío que iba a nacer en la región. Por ese motivo, el Instituto Volcani es considerado no solo la primera institución agrícola sino también la primera institución científica en la historia de Israel.[cita requerida]